# Confederazione de Honio
La Confederazione de Honio (o Comune maior de Concilio Honi, semplificato poi in Conzilium de Honio) è stata una federazione di otto comuni della media val Seriana, in provincia di Bergamo, costituita nel XIII secolo e durata fino al 1827.

## Estensione
La confederazione comprendeva gli otto borghi di Vertova, Semonte, Bondo, Barbata, Colzate, Fiorano al Serio, Gazzaniga, e Rova.
Si trattava di un'entità territoriale sovraccomunale che si occupava di gestire i beni indivisi (prati, pascoli, boschi), sotto il controllo di un feudatario, incaricato dal vescovo di Bergamo, a sua volta investito dall'imperatore del Sacro Romano Impero.
La sede della confederazione si trovava nella località di Honio (Unì), in territorio di Colzate, mentre la dimora del feudatario era posta a Vertova.

## Storia
Il primo documento in cui si attesta l'esistenza dell'entità sovraccomunale è datato 9 febbraio 1210.
La confederazione era di fazione ghibellina, e subì quindi gli attacchi dei guelfi, che distrussero alcuni borghi, tra cui Gazzaniga.
La confederazione venne abolita nel 1263, ma mantenne ugualmente nel corso dei secoli successivi i suoi statuti, cessando di esistere soltanto nel 1827.